# Rue Montorgueil
Rue Montorgueil je ulice v Paříži. Nachází se v 1. a 2. obvodu.

## Poloha
Ulice vede od křižovatky s Rue Montmartre a Rue Rambuteau za kostelem sv. Eustacha a končí u Rue Léopold-Bellan a Rue Saint-Sauveur. Ulice je orientována ze severu na jih, jižní část se nachází v 1. obvodu, severní ve 2. Směrem na sever pokračuje ulice Rue des Petits-Carreaux.

## Původ názvu
Ve 13. století se ulice nazývala „Mont Orgueilleux“ (vicus Montis Superbi), protože vedla k návrší (v současnosti čtvrť Bonne-Nouvelle), jejíž vrchol zabírá Rue Beauregard. Podle románu Victora Huga Bídníci vděčí Rue de Montorgueil za svůj název nástroji používanému k přenášení těžkých nákladů do nízké výšky, zvedáku, kterému se kdysi říkalo „l'orgueil“ (pýcha).

## Historie
Od otevření brány Poissonnière v hradbách Ludvíka XIII. v roce 1645 přijížděli touto ulicí do města rybáři z přístavů v severní Francii, aby přiváželi zboží, zejména ústřice, které pak prodávali na trhu v prostoru Rue Étienne-Marcel. Pod názvem Rue de Montorgueil je ulice zmíněna v rukopise z roku 1636.
V roce 1660 se do ulice přestěhoval Řád Navštívení Panny Marie, ale v roce 1673 se přesunul do Rue du Bac. V roce 1665 se v ulici nacházelo sídlo vědeckého časopisu Journal des Savants. V roce 1817 Rue Montorgueil začínala u slepé ulice Bouteille a Rue Mauconseil a končila na křižovatce s Rue du Cadran a Rue Saint-Sauveur. Ulice ve svém současném rozsahu vznikla v roce 1830 připojením části mezi Rue de la Pointe Saint-Eustache a Rue Mauconseil.
Za první světové války byly při náletu německých letadel dne 30. ledna 1918 zasaženy domy č. 2, 4 a 51.

## Významné stavby a pamětihodnosti
- V ulici se narodil francouzský básník Pierre-Jean de Béranger.
- Domy č. 15, 17 a 19: domy z 18. století jsou chráněny jako historické památky.
- Domy č. 38: restaurace L'Escargot Montorgueil založená roku 1832 a specializující se na burgundskou kuchyni. Mezi klienty patřili Marcel Proust, Sarah Bernhardt, Sacha Guitry, Pablo Picasso nebo Charlie Chaplin. Interiér ve stylu Druhého císařství je chráněn jako historická památka.
- Dům č. 51: v budově z 18. století sídlí cukrářství Stohrer založené v roce 1720.
- Dům č. 67: před domem je na chodníku pamětní deska věnovaná Jeanovi Diotovi a Brunovi Lenoirovi.
- Dům č. 73 na rohu s Rue Léopold-Bellan v rokokovém stolu postavený v letech 1743–1746.
- Domy č. 78: restaurace Le Rocher de Cancale chráněná jako historická památka.